# Prefekt (starożytność)
Prefekt (łac. praefectus) – rzymski urzędnik, który reprezentował władcę, a także wykonywał niektóre czynności w jego zastępstwie.

## Rodzaje stanowisk funkcyjnych
- Praefectus praetorio – naczelnik gwardii pretoriańskiej
- Praefectus urbi – naczelnik oddziałów miejskich, zastępca princepsa w Rzymie
- Praefectus annonae – urzędnik nadzorujący zaopatrzenie Rzymu w zboże
- Praefectus provinciae – zarządca prowincji cesarskiej z władzą cywilno-wojskową
- Praefectus Aegypti – cesarski namiestnik Egiptu (od czasów Oktawiana)
- Praefectus classis – dowódca floty
- Praefectus vigilum – naczelnik straży pożarnej
- Praefectus castrorum – zwierzchnik obozu wojsk rzymskich